# Dolomedes flaminius
Dolomedes flaminius är en spindelart som beskrevs av Ludwig Carl Christian Koch 1867. Dolomedes flaminius ingår i släktet Dolomedes och familjen vårdnätsspindlar.
Artens utbredningsområde är Queensland. Inga underarter finns listade i Catalogue of Life.